# Conférence Build

Logo de la conférence

La conférence Build est un événement annuel organisé par Microsoft depuis 2011 à destination des développeurs web et logiciel sous Windows, Windows Phone, Windows Azure et les autres technologies du groupe. Elle prend la succession des événements organisés précédemment par le groupe, notamment la Professional Developers Conference (événement irrégulier qui couvrait le développement pour Windows) et le MIX (qui couvrait le développement web autour de technologies comme Silverlight et ASP.NET).

## Éditions

### 2011
La conférence Build 2011 s’est tenue du 13 au 16 septembre 2011 à Anaheim, en Californie. La conférence s’est principalement concentrée sur Windows 8, Windows Server 2012 et Visual Studio 2012, dont les versions Developer Preview furent publiées lors de la conférence. Les personnes qui ont assisté à la conférence ont reçu une tablette Samsung équipée de la version Developer Preview de Windows 8.

### 2012

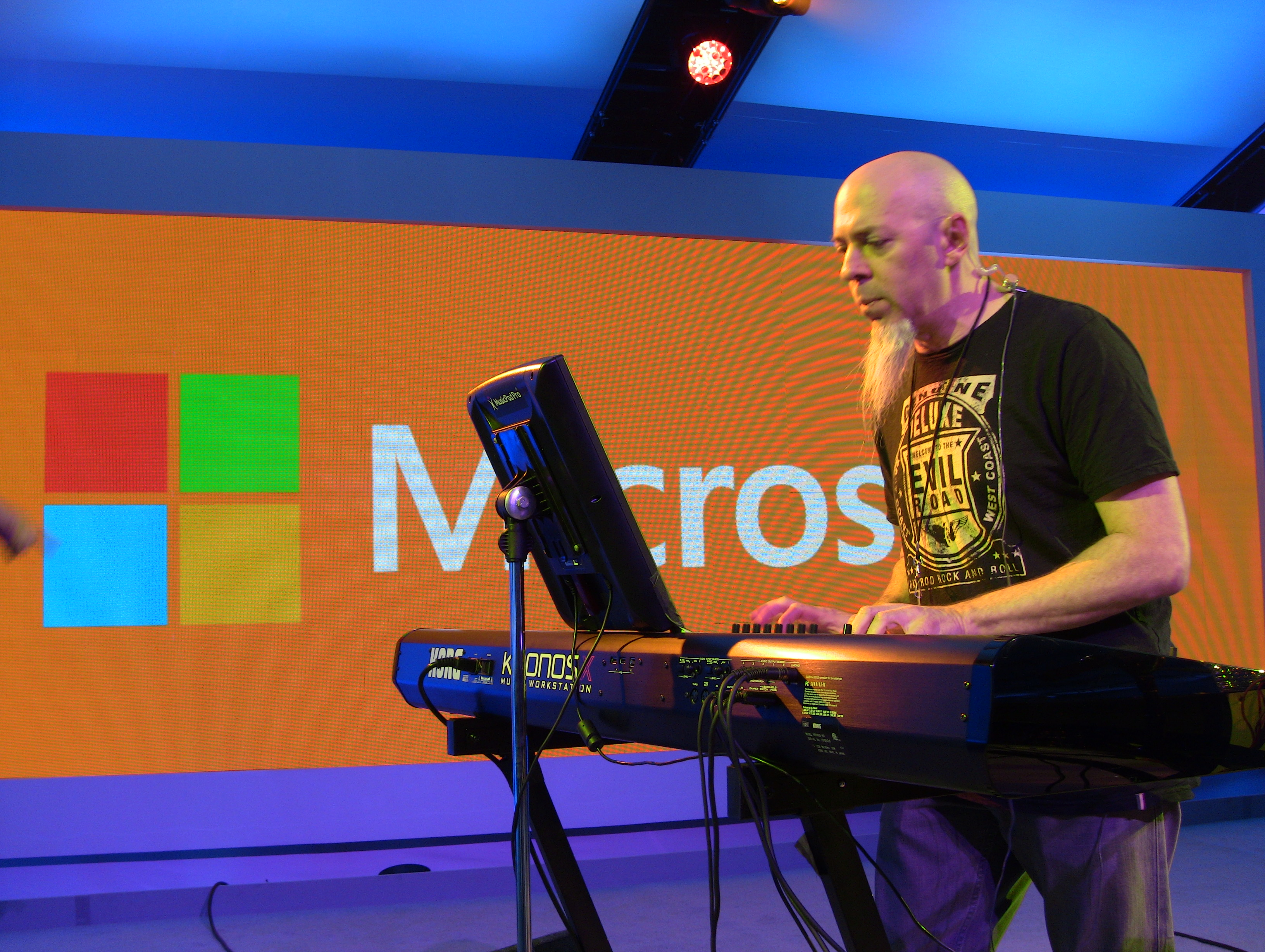
Le musicien Jordan Rudess sur la scène de la conférence Build 2012.

La conférence Build 2012 s’est tenue du 30 octobre au 2 novembre 2012 dans le campus de Microsoft, à Redmond, dans l’État de Washington. La conférence s’est principalement concentrée sur Windows 8 (récemment publié), Windows Azure et Windows Phone 8. Les personnes qui ont assisté à la conférence ont reçu une tablette Microsoft Surface RT équipée d’une Touch Cover, un Nokia Lumia 920 et un espace de stockage gratuit de 100 Go sur SkyDrive.

### 2013

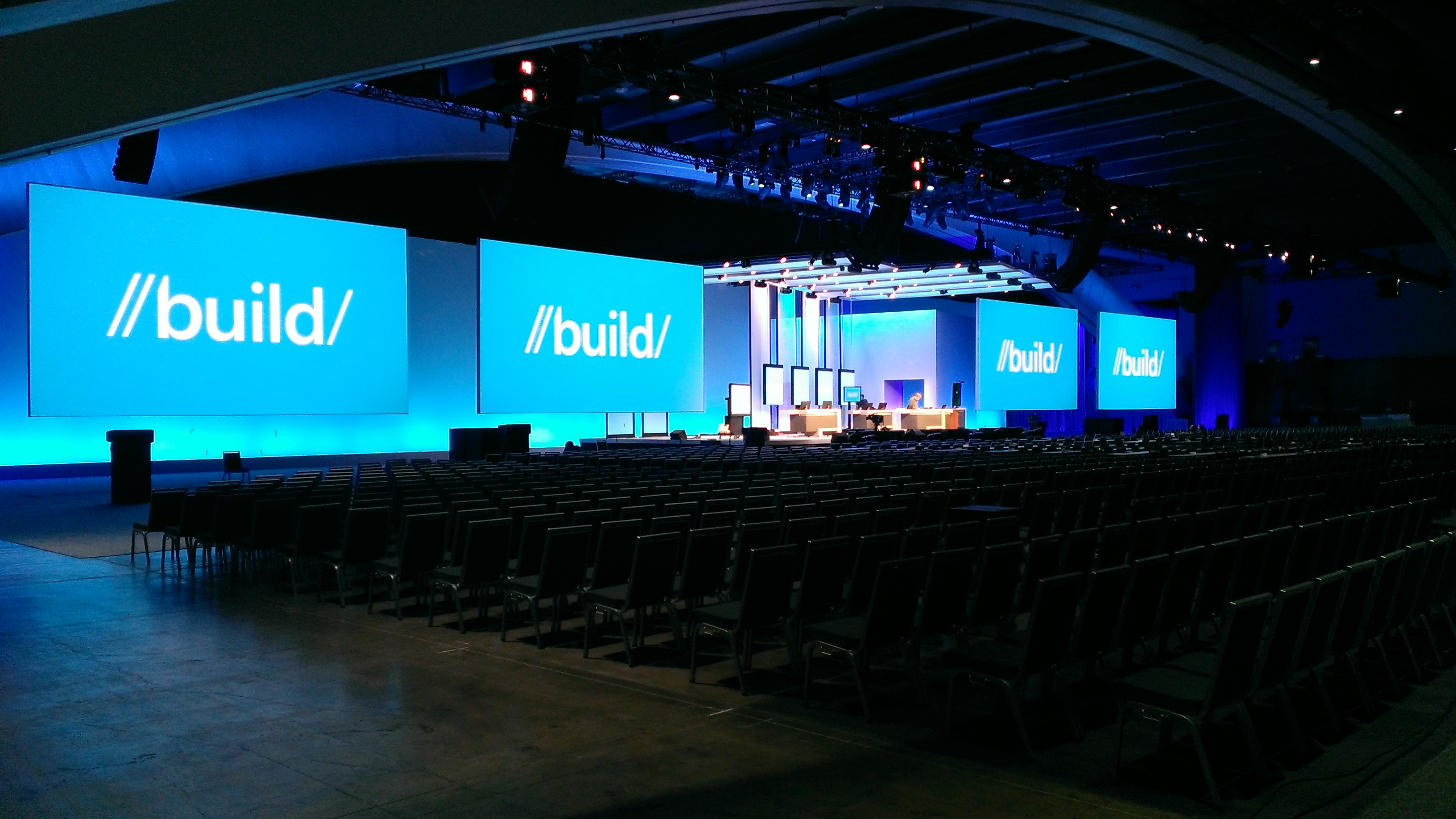
Photographie de la scène avant la conférence Build 2013.

La conférence Build 2013 a eu lieu du 26 au 28 juin 2013 au Moscone Center (Moscone North et Moscone South) à San Francisco, en Californie. La conférence s’est tenue principalement pour annoncer la mise à jour Windows 8.1 apportée à Windows 8. The conference was primarily used to unveil the Windows 8.1 update for Windows 8,. Les personnes qui ont assisté à la conférence ont reçu une tablette Surface Pro, une tablette Acer Iconia W3 (la première tablette Windows 8 à écran de 8 pouces) avec un clavier Bluetooth, un an d’abonnement à Adobe Creative Cloud et un espace de stockage gratuit de 100 Go sur SkyDrive.

### 2014

Microsoft Cortana est annoncée lors de la conférence Build 2014.

La conférence Build 2014 s’est tenue du 2 au 4 avril 2014 au Moscone Center West à San Francisco, en Californie. Les personnes qui ont assisté à la conférence ont reçu gratuitement une Xbox One et un bon d’achat de 500 $ pour Microsoft Store.
Sujets abordés lors de la conférence :
- Windows Display Driver Model 2.0 et DirectX 12
- Annonce de Microsoft Cortana
- Windows Phone 8.1
- Mise à jour de printemps pour Windows 8.1
- Windows devient gratuit pour les appareils de type smartphone ou tablette dont l’écran est inférieur à 9 pouces
- .NET Native
- Bing Knowledge
- Visual Studio 2013 Update 2 RC
- Team Foundation Server 2013 Update 2 RTM
- TypeScript 1.0
- .NET Foundation

### 2015

Le nom de Microsoft Edge est dévoilé lors de la conférence Build 2015.

La conférence Build 2015 s’est tenue du 29 avril au 1er mai 2015 au Moscone Center West à San Francisco, en Californie. À un tarif de 2 095 $, toutes les places se sont vendues en moins d’une heure,.
Les personnes qui ont assisté à la conférence ont reçu un ultrabook HP Spectre x360.
Sujets abordés lors de la conférence :
- Microsoft Visual Studio et sa prise en charge des langages Java, C++ et Objective-C sur Windows 10
- Visual Studio Code, le nouvel éditeur de code disponible gratuitement sur Windows, Linux et OS X
- Microsoft dévoile le nom de son nouveau navigateur : Microsoft Edge, alors connu sous son nom de projet « Spartan »
- Continuum, permettant de passer d’un écran à un autre (par exemple d’un ordinateur à un smartphone)
- Microsoft Office et sa nouvelle fonctionnalité permettant d’y ajouter des extensions à partir d’applications tierces
- Windows 10
- HoloLens et Windows Holographic